# Travis Gawryletz
Travis Gawryletz (* 2. listopadu 1985 Trail, Britská Kolumbie) je kanadský lední hokejista.

## Kluby podle sezon
- 2002–2003 Trail Smoke Eaters
- 2003–2004 Trail Smoke Eaters
- 2004–2005 University of Minnesota-Duluth
- 2005–2006 University of Minnesota-Duluth
- 2006–2007 University of Minnesota-Duluth
- 2007–2008 University of Minnesota-Duluth
- 2008–2009 Elmira Jackals
- 2009–2010 Elmira Jackals, Lake Erie Monsters
- 2010–2011 Lake Erie Monsters
- 2011–2012 Ontario Reign, HC Energie Karlovy Vary
- 2012–2013 HC Sparta Praha, HC ČSOB Pojišťovna Pardubice